# НСУ 5/11 ПС
НСУ 5/11 ПС био је мали аутомобил произведен између 1911. и 1913. године од стране немачког произвођача аутомобила НСУ у њиховој фабрици у Некарсулму, који је наследник модела 5/10 ПС. Постојале су две верзије, произведене истовремено са мотором два или четири цилиндра.
Модел са двоцилиндричним мотором имао је запремину 1105 цм³ (пречник х ход = 75 × 125 мм), снаге 8,1 kW (10,9 КС) са подмазивањем под притиском и магнетним паљењем. Снага мотора се преносила преко конусног квачила, тробрзинског мењача и вратила на задње точкове.
Међуосовински растојање је било 2300 мм, размак точкова 1150 мм, дужина возила 3200 мм и тежина шасије 565 кг и максимална брзина 55 км/ч. Међуосовински растојање модела са четири цилиндра био је значајно краће него модела са двоцилиндричним мотором са 2125 мм. Сходно томе, као и његова дужина је била мања 3100 мм, а његова тежина шасије је нешто виша и износи 585 кг.
Модел са четвороцилиндричним мотором имао је запремину 1132 цм³ (пречник х ход = 60 к 100 мм), снаге 8,1 kW (10,9 КС) при 1600 обртаја.
Оба модела су произведена са различитим обликом каросерије као дупли фетон, фетон или комби. У 1913. години произведен је модел 5/12 ПС који је био њихова замена, само са мотором са четири цилиндра.